# El Villano
El Villano är en ort i Mexiko.   Den ligger i kommunen Francisco I. Madero och delstaten Hidalgo, i den sydöstra delen av landet, 90 km norr om huvudstaden Mexico City. El Villano ligger 1 985 meter över havet och antalet invånare är 103.
Terrängen runt El Villano är varierad. Runt El Villano är det ganska tätbefolkat, med 78 invånare per kvadratkilometer. Närmaste större samhälle är San Salvador, 11,7 km öster om El Villano. Omgivningarna runt El Villano är i huvudsak ett öppet busklandskap.